# Kênh Chợ Gạo
Kênh Chợ Gạo là một con kênh đào tại tỉnh Tiền Giang, nối liền sông Tiền với sông Vàm Cỏ. Đoạn kênh là tuyến đường giao thông thủy huyết mạch của Đồng bằng sông Cửu Long.
Kênh có ý nghĩa kinh tế, xã hội rất lớn: là tuyến kênh đường thủy nội địa độc đạo cho phương tiện vận tải sông có trọng tải lớn (80 tấn trở lên) chuyên chở lúa gạo, nông sản, hàng hoá lưu thông từ đồng bằng sông Cửu Long đến Thành phố Hồ Chí Minh. Thống kê gần đây cho thấy mật độ phương tiện thủy lưu thông trên kinh đã đạt con số trên dưới 1500 phương tiện/ngày.

## Lịch sử

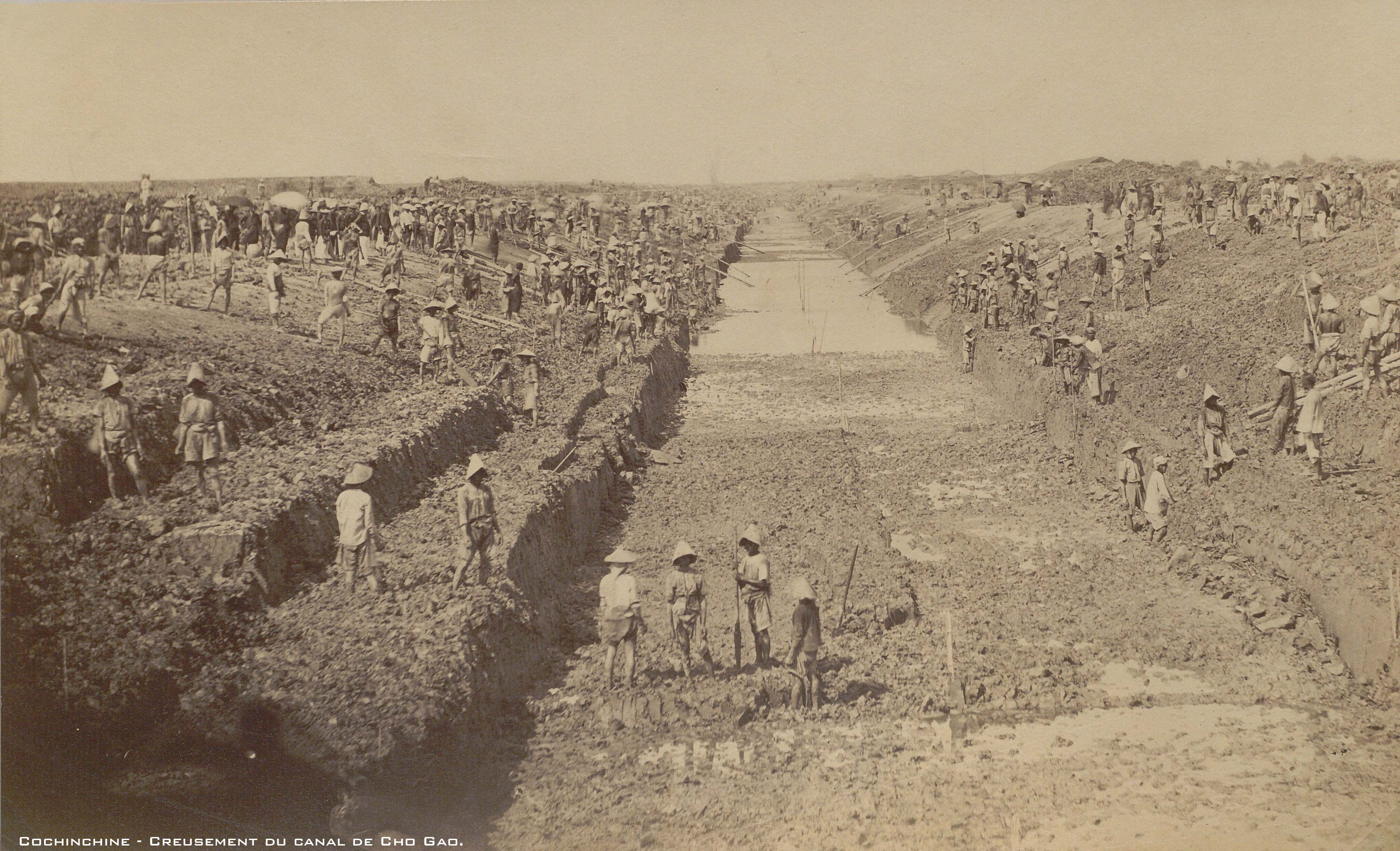
Kênh Chợ Gạo đang trong quá trình đào vào khoảng năm 1879

Trước khi có kênh Chợ Gạo, ghe thuyền đi từ miền Tây về Sài Gòn đi lại rất vất vả. Sách Gia Định thành thông chí ghi: "Ghe thuyền từ Bến Nghé xuống miền Tây phải theo rạch Ông Lớn xuống hạ lưu sông Rạch Cát rồi qua sông Phước Lộc và sông Vàm Cỏ để tới sông Tra. Sau đó tiếp tục men theo rạch Kỳ Hôn để vòng ra sông Tiền thẳng tiến về miền Tây. Tuy nhiên đoạn rạch Kỳ Hôn bị cong, thường bị cạn lấp và có chỗ giáp nước nên tàu bè đi lại rất khó khăn". Cũng có tuyến đi theo sông Tiền đến Cửa Tiểu rồi ra biển Gò Công (địa phận Tiền Giang). Sau đó men theo bờ biển tới sông Soài Rạp rồi theo sông Soài Rạp về Sài Gòn. Tuy nhiên tuyến này rất xa và nguy hiểm bởi đa số tàu thuyền chỉ đi đường sông chứ không ra biển được.
Kênh Chợ Gạo cùng với Kênh Xáng Xà No được chính quyền thực dân Pháp đào vào cuối thế kỷ XIX đầu thế kỷ XX nhằm mục đích thủy lợi và giao thông giúp khai hoang vùng đồng bằng sông Cửu Long.
Kênh Chợ Gạo (Canal Duperrée) được người Pháp cho đào thủ công năm 1876 (Theo Bức ảnh tư liệu chụp cảnh đào kênh Chợ Gạo đăng trong tài liệu nghiên cứu của Lê Công Lý đăng trên Tạp chí nghiên cứu phát triển số 3 năm 2010 được lưu giữ tại thư viện Bộ Ngoại giao Pháp có ký số A000760 được chụp năm 1876) chỉ sau một thời gian ngắn chiếm đóng Nam Kỳ, nhằm nối sông Tiền và sông Vàm Cỏ, tạo tuyến đường thủy từ Sài Gòn đi miền Tây Nam Bộ ngắn nhất.
Từ khi có kênh Chợ Gạo, tàu thuyền đi lại giữa Chợ Lớn và miền Tây tăng nhanh. Khoảng đầu thập niên 1900, Công ty Messageries Fluviales (Pháp) đã đưa tàu khách vào hoạt động trên tuyến kênh này.
Năm 1902, chính quyền Pháp lập một đồn kiểm soát ở đầu kênh giáp với rạch Kỳ Hôn và mở tuyến phà đưa khách qua kênh gọi là "bắc Chợ Gạo".
Năm 1913, chính quyền Pháp dùng xáng múc nạo vét kênh Chợ Gạo sâu 5m và mở rộng thêm hàng chục mét; đồng thời xác định kênh Chợ Gạo là "con đường xuất khẩu gạo" của Nam Kỳ.
Trước năm 1975, chính quyền Sài Gòn xây dựng tuyến đường nối Sài Gòn - Mỹ Tho - Gò Công. Để đi từ Mỹ Tho đến Gò Công thì buộc phải qua bắc Chợ Gạo.

## Hệ thống
Toàn tuyến kênh Chợ Gạo dài 28,5 km, đi qua 17 xã và thị trấn của huyện Châu Thành, Long An và thành phố Gò Công, huyện Gò Công Tây, Chợ Gạo, Mỹ Tho, Tiền Giang. Từ sông Tiền, kênh bắt đầu từ Vàm Kỳ Hôn cách Mỹ Tho gần 4 cây số. Sau Vàm Kỳ Hôn, tuyến kênh đào thẳng dài 11,6 km bắt đầu từ thị trấn Chợ Gạo,qua địa phận huyện Gò Công Tây, gặp rạch Gò Công (nằm giáp giữa Tiền Giang và Long An) rồi đổ vào sông Vàm Cỏ.
Từ Vàm Cỏ, các phương tiện giao thông thủy đi tiếp qua sông Cần Giuộc để đến Nhà Bè và hệ thống kênh tại Nam Sài Gòn.
Các cây cầu bắc qua kênh:

### Cầu Chợ Gạo
Cầu được xây dựng tại Chợ Gạo.
Năm 1972, sau một vụ lật phà chết người, chính quyền VNCH phối hợp cùng công binh Mỹ và nhà thầu RMK xây dựng cầu qua kênh Chợ Gạo, cách bến phà chừng 300m. Bắc Chợ Gạo bị xóa sổ sau khi cầu Chợ Gạo hoàn thành). Trong quá trình xây cầu, có hai lính Mỹ bị chết khi canh gác ở đây (một bị rắn độc cắn, một rớt xuống kênh chết đuối).
Đến năm 1973, cầu Chợ Gạo được hoàn thành và đưa vào sử dụng.
Từ năm 2008 - 2017, theo Phòng Cảnh sát giao thông đường thủy Công an Tiền Giang trên tuyến kênh Chợ Gạo xảy ra 61 vụ tai nạn làm chết 11 người, 58 sà lan bị chìm.
Trước tình trạng tai nạn, ùn tắc nghiêm trọng trên, Bộ Giao thông Vận tải cho xây dựng cầu Chợ Gạo mới có khoang thông thuyền lên đến 150m và đập bỏ cầu Chợ Gạo cũ, đồng thời đầu tư nạo vét thông luồng kênh này.
Năm 2013 cầu Chợ Gạo mới hoàn thành. Hai năm sau, dự án nạo vét, làm kè giai đoạn 1 cũng được tiến hành. Nhờ vậy tuyến kênh Chợ Gạo đã thông thoáng hơn.

### Cầu Thanh Vĩnh Đông
Dự kiến xây dựng tại Chợ Dinh (Đồng Sơn).

## Hoạt động dựa vào kênh

### Xuất khẩu gạo
Trên kênh Chợ Gạo có khoảng 30% sà lan chở gạo. Những chiếc sà lan khổng lồ có tải trọng từ 1.000 - 2.000 tấn (Trung bình một xe container chở được 40 tấn thì một sà lan tải trọng 2.000 tấn sẽ chở lượng hàng hóa bằng 50 chiếc xe container) chở đầy gạo chỉ còn nhú lên khỏi mặt nước khoảng 1m.
Giai đoạn 1881 - 1933 lúa gạo là sản phẩm đứng đầu về số lượng và giá trị xuất khẩu từ cảng Sài Gòn - Chợ Lớn đến các thị trường thế giới.
Năm 1869, một người Mỹ tên Andrew Spooner đã xây dựng cơ sở xay lúa đầu tiên ở Sài Gòn - Chợ Lớn và đến năm 1874 đã xây dựng nhà máy xay lúa chạy bằng hơi nước đầu tiên tại đây.
Năm 1877, kênh Chợ Gạo khánh thành
Năm 1885, hàng loạt nhà máy xay lúa mọc lên ở dọc kênh Tàu Hủ như: các nhà máy của Công ty Rizerie à Vapeur, nhà máy của Công ty Rizerie Saigonnaise. Ngoài ra còn có rất nhiều cơ sở nhỏ buôn bán lúa gạo và xay lúa do người Hoa và người Việt làm chủ.
Theo Phạm Quang Trung (Nghiên cứu lịch sử số 6, năm 1985), nếu như năm 1860 Nam kỳ chỉ xuất khẩu được 53.000 tấn gạo thì sang năm 1880 đã xuất tới 294.500 tấn nhờ có kênh Chợ Gạo. Mười năm sau, sản lượng xuất khẩu tăng vọt lên 747.600 tấn. Cứ thế, sản lượng gạo ở Nam Kỳ xuất khẩu không ngừng tăng lên qua từng năm. Năm 1940, Pháp đã xuất khẩu tới hơn 1,4 triệu tấn; lợi nhuận thu được khoảng 140 triệu Franc.
Hiện nay ở miền Tây có một số cảng tiếp nhận tàu 3.000 - 4.000 tấn nên một ít sản lượng gạo được xuất khẩu trực tiếp tại đây. Tuy nhiên, kênh Chợ Gạo vẫn giữ vai trò cực kỳ quan trọng đối với ngành xuất khẩu gạo và nông sản của Việt Nam. Qua hơn 140 năm tham gia xuất khẩu gạo, sản lượng kỷ lục mà Việt Nam đã từng đạt được là 7,72 triệu tấn vào năm 2012. Từ đó đến nay chưa năm nào xuất khẩu gạo vượt qua được con số đó.

### Vựa tro, rơm
Tận dụng lợi thế trên bến, dưới thuyền, ở góc ngã ba kênh Chợ Gạo - rạch Kỳ Hôn hình thành xóm mua bán tro đốt từ rơm sau mỗi vụ thu hoạch của những người nghèo không có đất sản xuất từ trước những năm 1960. Một điều rất đặc biệt là những vựa tro ít ỏi còn tồn tại ở xóm tro Chợ Gạo đều do những người con dâu quản lý.
Thời gian gần đây, năm 2018, nghề mua bán tro sắp kết thúc vai trò lịch sử của nó. Hiện nay ở cặp bờ kênh Chợ Gạo thuộc khu vực xã Tân Thuận Bình, Quơn Long, Chợ Gạo, tỉnh Tiền Giang xuất hiện nhiều vựa mua bán rơm. Nếu như ngày trước người ta đốt rơm lấy tro bán làm phân cải tạo đất thì bây giờ rơm sau thu hoạch đều được máy cuốn lại thành cuộn 20 kg, vận chuyển đi khắp nơi bán giá cao hơn rất nhiều so với tro. Rơm được dùng để phủ gốc thanh long và nhiều loại cây trồng khác để chống bốc hơi nước hay cho bò ăn.

## Vấn đề sạt lở
Hàng chục năm qua, sạt lở đã làm kênh Chợ Gạo rộng thêm gấp ba lần so với thời Pháp thuộc. Số người chết và bị thương do tai nạn ở các điểm sạt lở ngày càng nhiều. Tuyến đường huyện 25B nằm cặp kênh Chợ Gạo bị xóa sổ do nhiều nơi bị sạt lở sâu vào đất liền tới 25 - 30m.
Ngày 30 tháng 10 năm 2009, Bộ Giao thông Vận tải phê duyệt dự án đầu tư nâng cấp, mở rộng toàn tuyến dài 28,5 km đạt tiêu chuẩn cấp II kỹ thuật đường thủy nội địa. Tổng vốn đầu tư dự kiến là 4.221 tỉ đồng, trong đó chi phí xây dựng 2.000 tỉ đồng, còn lại là giải phóng mặt bằng, tái định cư...
Năm 2011, dự án được khởi công dự án. Chính quyền địa phương vào cuộc kiểm kê, áp giá bồi thường và thông báo cho dân kế hoạch di dời bàn giao mặt bằng.
Năm 2013, do thiếu vốn nên Bộ Giao thông Vận tải cho thực hiện làm trước giai đoạn 1 với vốn đầu tư 787 tỉ đồng: nạo vét 17 km luồng từ rạch Lá đến rạch Kỳ Hôn; mở rộng 1/2 luồng ở phía bắc kênh; làm 12 km kè và 6,2 km đường giao thông. Phần việc này hoàn thành vào năm 2015, tạm thời ngăn được tình trạng sạt lở ở bờ bắc. Dù mới đưa vào khai thác chưa đến 3 năm tính đến năm 2018 nhưng hiện công trình nạo vét, làm kè đã xuống cấp, hư hỏng nặng. Điều đáng nói, đây là công trình được Bộ Xây dựng trao giải thưởng công trình chất lượng cao tháng 6 năm 2016.
Ngày 29 tháng 1 năm 2016, Bộ Giao thông Vận tải công bố danh mục dự án đầu tư nâng cấp mở rộng tuyến kênh Chợ Gạo giai đoạn 2 bằng hình thức đầu tư BOT, nghĩa là không dùng vốn ngân sách mà kêu gọi tư nhân đầu tư rồi thu phí. Giai đoạn 2 sẽ nạo vét 1/2 luồng còn lại và làm kè ở bờ nam kênh Chợ Gạo. Tổng vốn đầu tư được xác định là 1.388 tỉ đồng. Thời gian thu phí hoàn vốn khoảng 18 năm. Thời gian thực hiện từ năm 2016 - 2018. Đây cũng là dự án đầu tư BOT đường thủy đầu tiên tại Việt Nam.
Việc Bộ Giao thông Vận tải cho đầu tư giai đoạn 2 bằng đầu tư BOT đã khiến dư luận không đồng tình. Nhiều chuyên gia cho rằng Nhà nước đã bỏ tiền làm giai đoạn 1, nhà đầu tư chỉ làm phần còn lại nhưng được hưởng trọn thành quả dự án là vô lý. Vốn đầu tư giai đoạn 2 không lớn, không phải quá sức đối với ngân sách mà phải kêu gọi đầu tư. Trước sự phản ứng của dư luận, giai đoạn 2 dự án theo đầu tư BOT bị tạm hoãn cho đến nay (năm 2018).